# カルロ・チニャーニ
カルロ・チニャーニ（Carlo Cignani、 1628年5月15日 - 1719年9月6日）はイタリアの画家である。16世紀末から17、18世紀に多くの画家を輩出したボローニャ派の画家の最後期に位置づけられることのある画家である。

## 略歴
ボローニャで生まれた。バッティスタ・カイロ(Giovanni Battista del Cairo)やボローニャの画家、フランチェスコ・アルバーニの弟子になり、ティツィアーノ・ヴェチェッリオやグイド・レーニ、コレッジョといった画家たちの作品や、ボローニャ派のアゴスティーノ・カラッチ、アンニーバレ・カラッチの作品に学んだ。早くから自らのスタイルを確立し、師匠のアルバーニらの評価をこえるようになった。ルネサンスとバロックの折衷様式の画家とされる。
1662年からローマで働き、ローマのパラッツォ・ファルネーゼに2面の壁画を制作し、1665年からボローニャで働いた後、パルマ公ラヌッチョに招かれ1678年からパルマで働いた。1680年ころから、チニャーニの代表作である現エミリア＝ロマーニャ州のフォルリの大聖堂(Duomo di Forli または Cattedrale della Santa Croce)のドームの天井画を制作した。
息子の、フェリス・チニャーニ(Felice Cignani: 1660–1724)と甥のパオロ・チニャーニ(Paolo Cignani: 1709–1764)も画家になった。弟子にはマルカントニオ・フランチェスキーニ(Marcantonio Franceschini)やフェデリコ・ベンコビッチ(Federico Bencovich)がいる。

## 作品

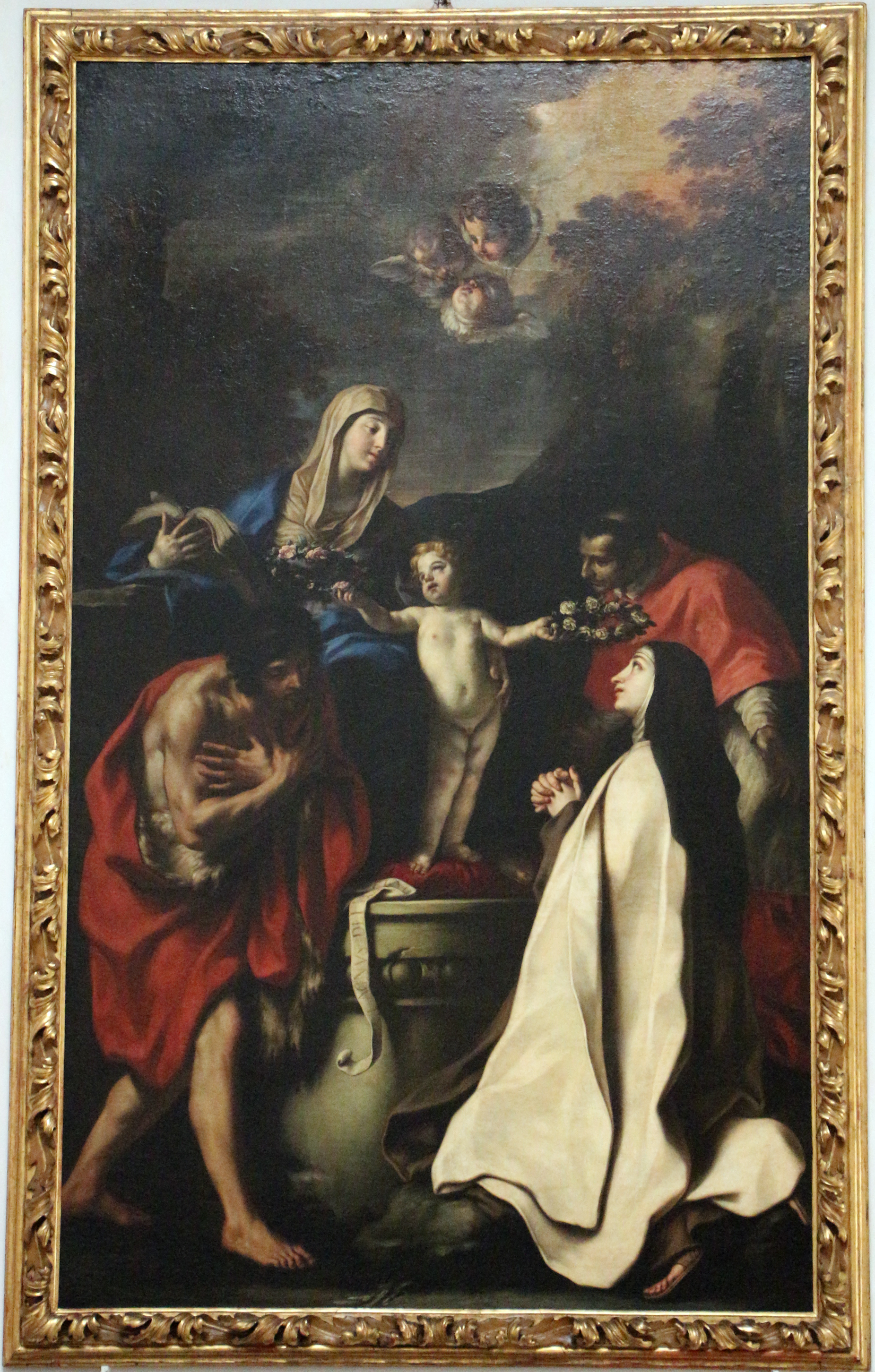
聖人と聖母子
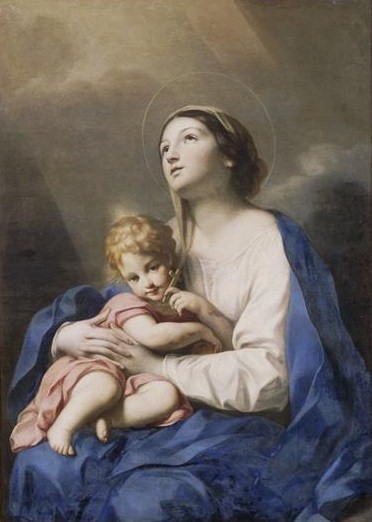
聖母子
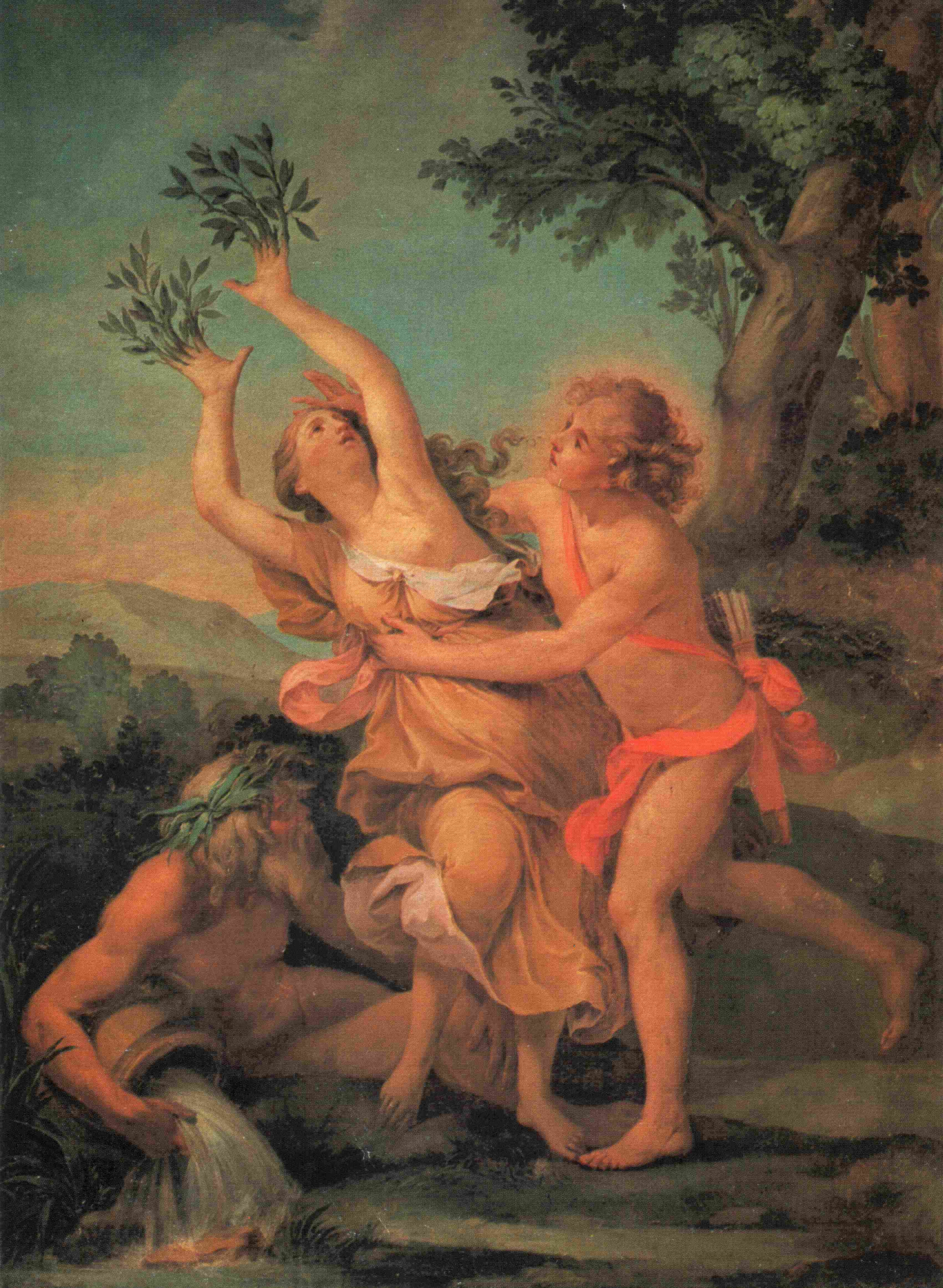
ダフィネの変容
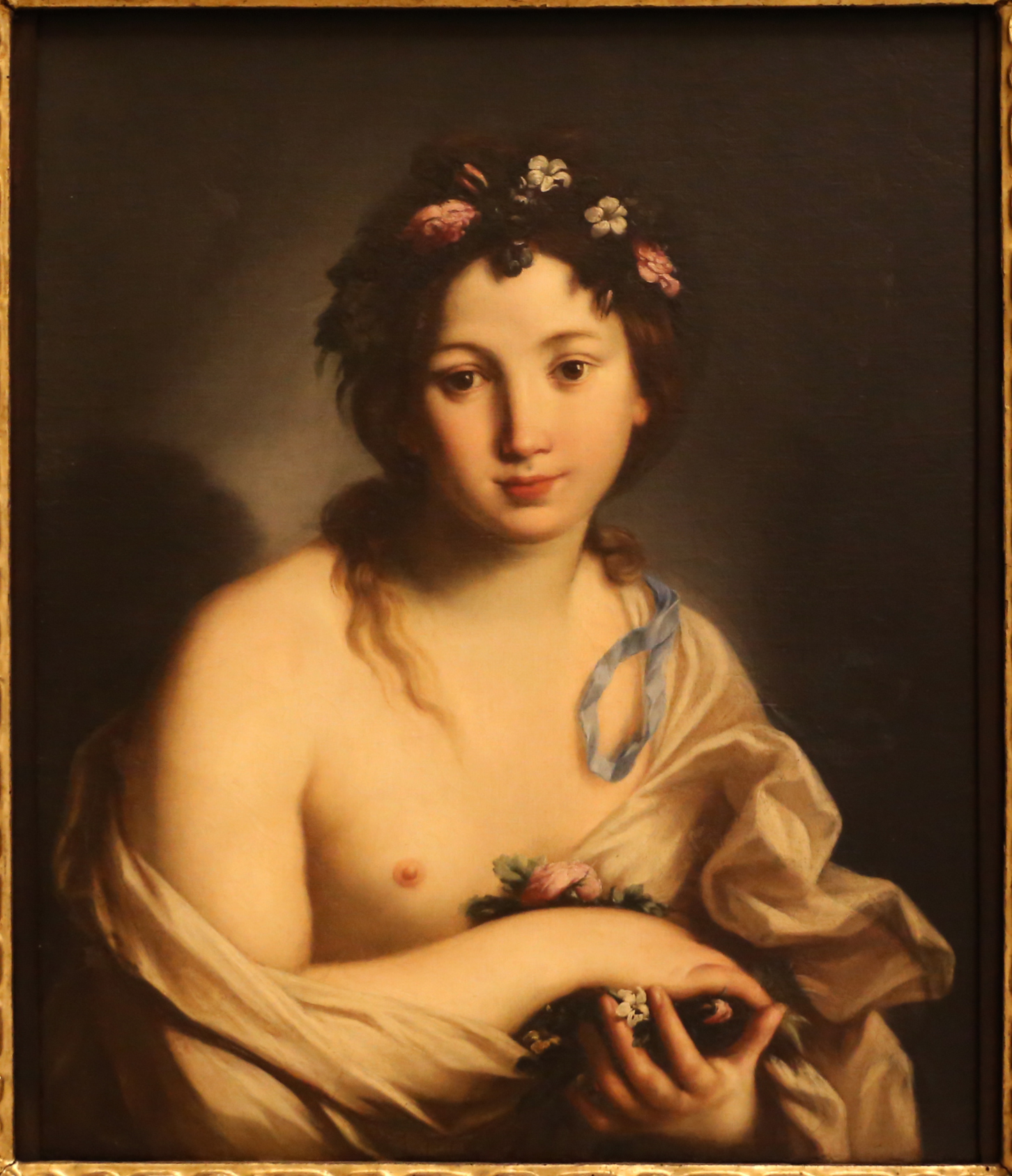
Flora

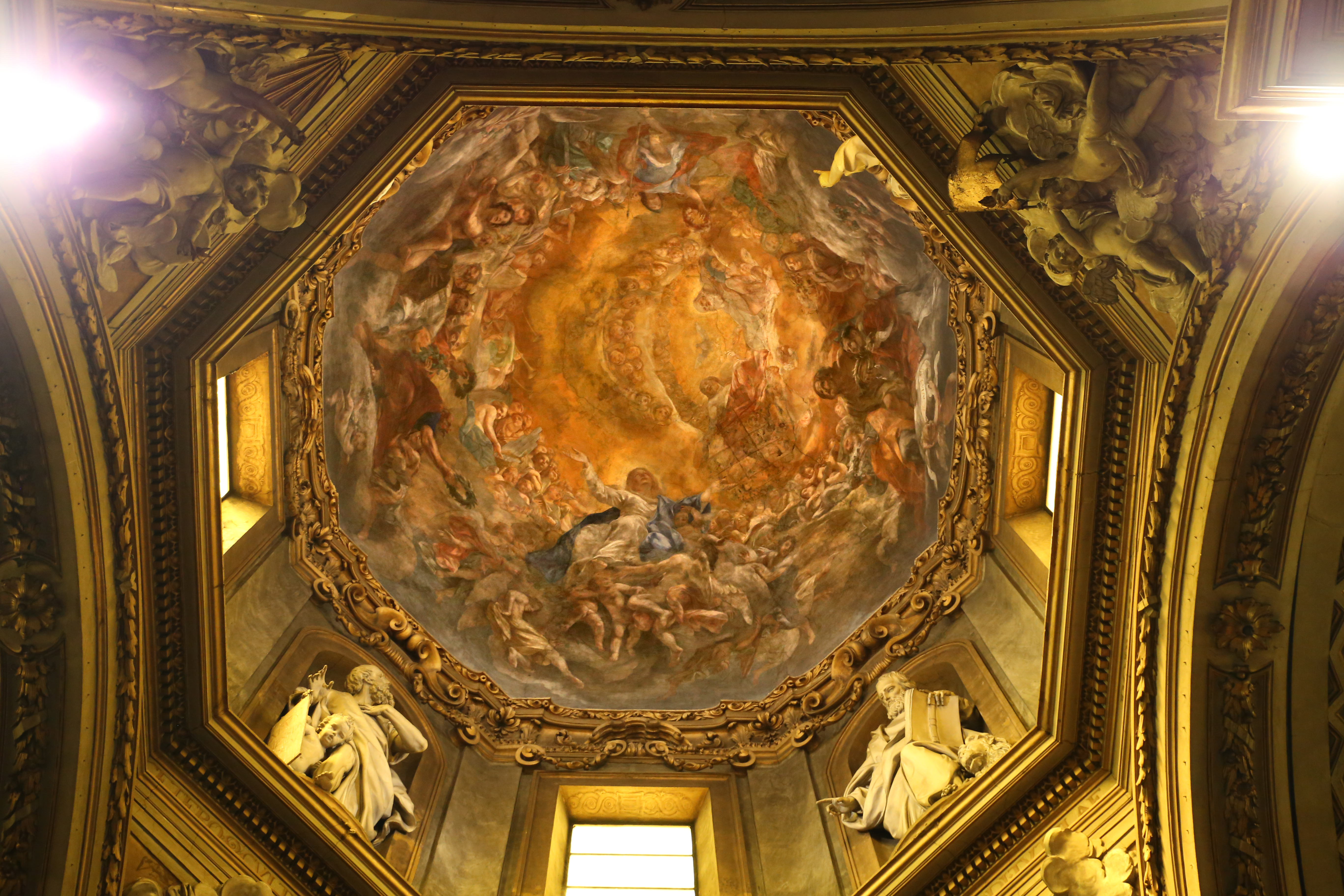
フォルリ大聖堂のドームの天井画
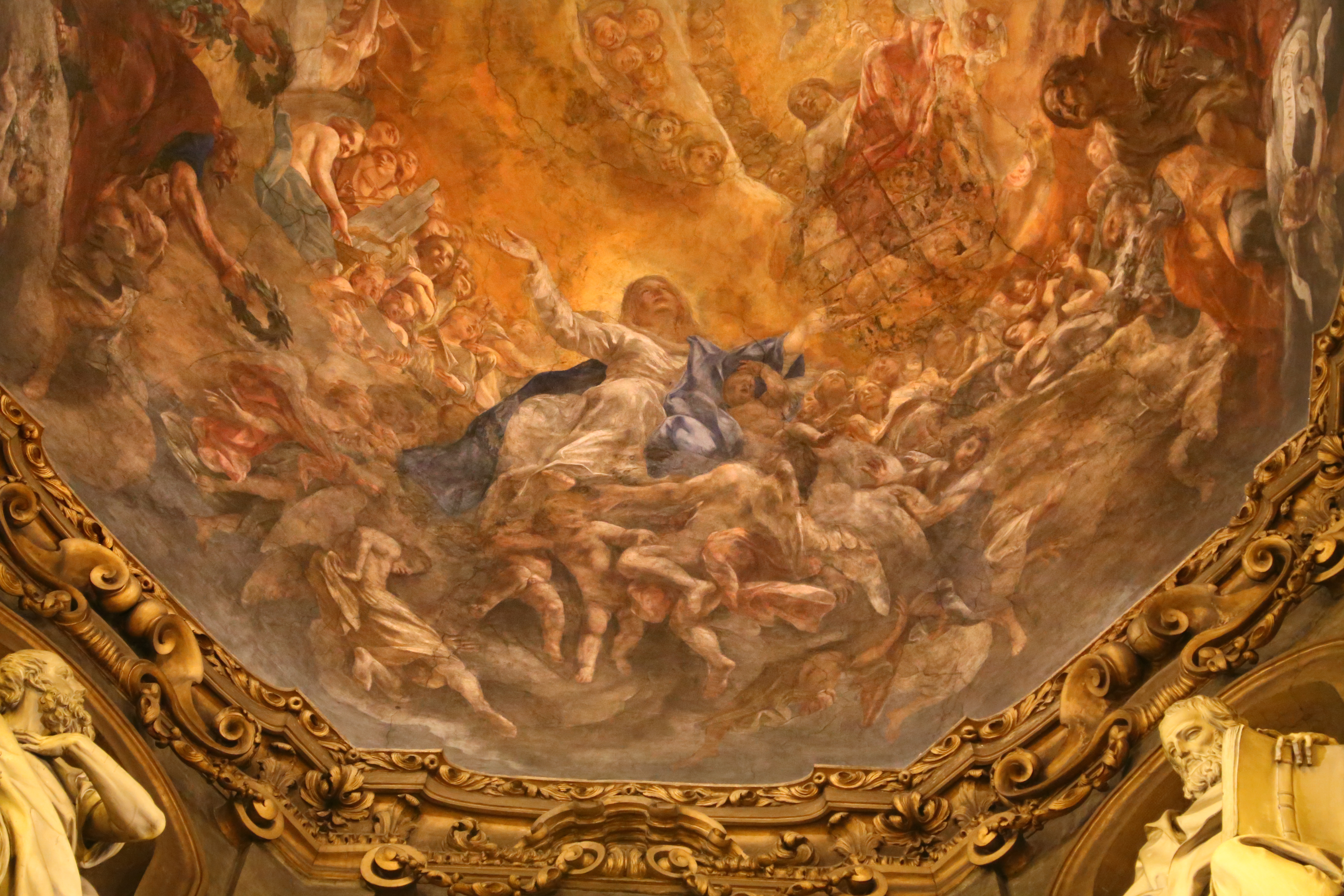
フォルリ大聖堂のドームの天井画(部分)
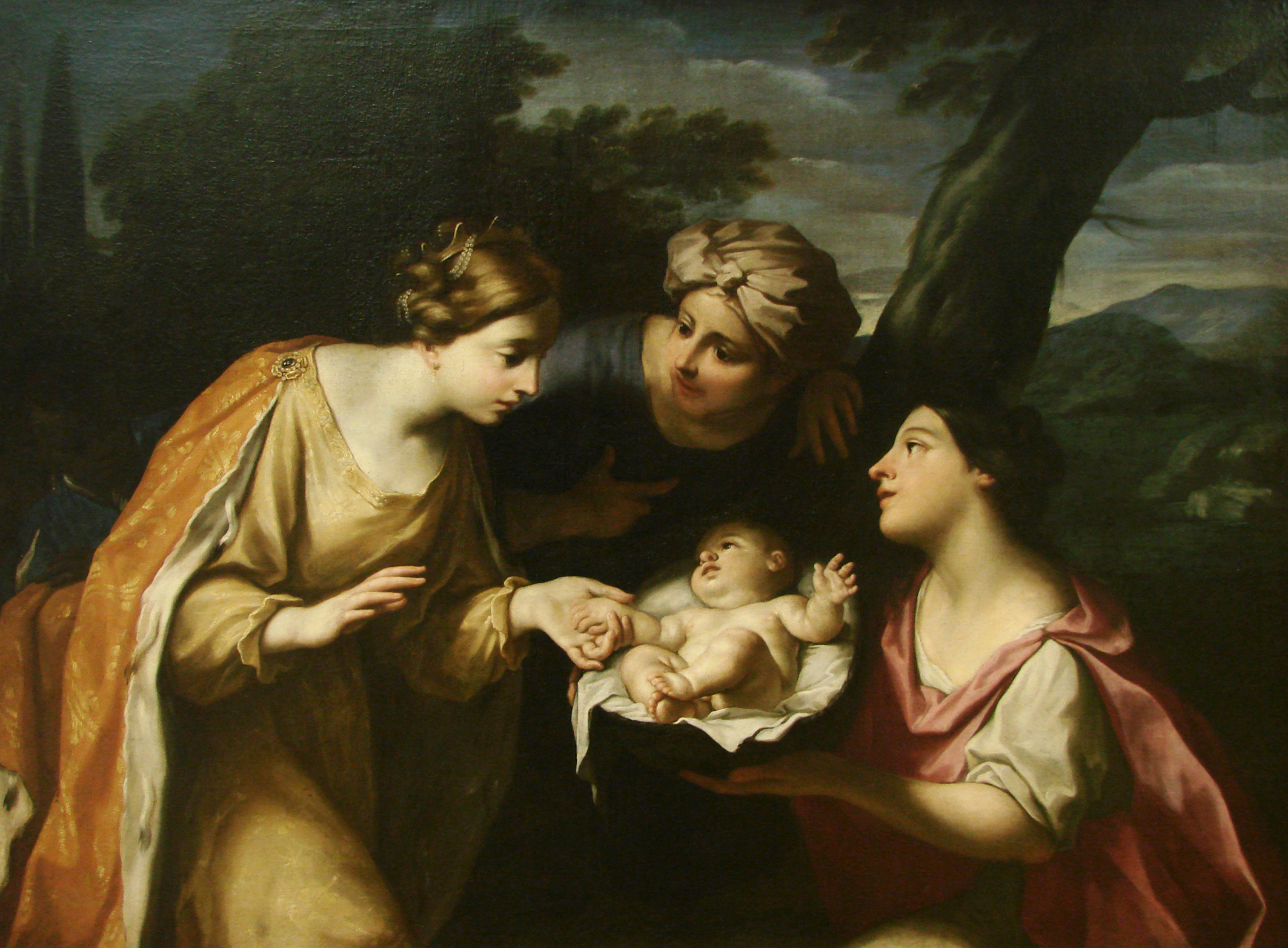
川から救われたモーゼ